# 威戎镇
威戎镇，是中华人民共和国甘肃省平凉市静宁县下辖的一个乡镇级行政单位。

## 行政区划
威戎镇下辖以下地区：
厚岔村、杨桥村、下沟村、贾马村、梁马村、李沟村、张齐村、武高村、寨子村、杨湾村、马山村、王咀村、新胜村、新华村、上磨村、威戎村和北关村。